# Lepidium sisymbrioides
Lepidium sisymbrioides là một loài thực vật có hoa trong họ Cải. Loài này được Hook. f. mô tả khoa học đầu tiên năm 1864.